# Záluží (Berouni járás)
Záluží település Csehországban, a Berouni járásban. Záluží Újezd, Tlustice, Osek, Žebrák, Drozdov és Cerhovice településekkel határos. Lakosainak száma 510 fő (2024. január 1.).

## Népesség
A település lakosságának változását az alábbi diagram mutatja:
| Lakosok száma | 518  | 544  | 526  | 496  | 479  | 481  | 516  | 531  | 494  | 510  |
|               | 1869 | 1900 | 1921 | 1961 | 1980 | 2011 | 2016 | 2019 | 2021 | 2024 |